# Phloeus ruber
Phloeus ruber är en skalbaggsart som beskrevs av Stefan von Breuning 1981. Phloeus ruber ingår i släktet Phloeus och familjen långhorningar. Inga underarter finns listade i Catalogue of Life.